# SAPAV
La Società Anonima Servizio Automobilistico Perosa Alte Valli (l’acronimo S.A.P.A.V. fu introdotto soltanto nel 1929) fu fondata il 3 giugno 1911 a Perosa dal cav. Giovanni Agnelli, come socio di maggioranza, e dalla Società Anonima della Tramvia Pinerolo Perosa Argentina (T.P.P.). Le originali due linee in gestione furono la Perosa Argentina – Fenestrelle – Pragelato e la Perosa Argentina – Perrero che erano espletate con l’utilizzo di tre omnibus FIAT.
Nel 1914 fu istituita un’ulteriore linea, questa volta in Val Pellice, tra Torre Pellice e Bobbio. Nei primi anni di esercizio oltre al trasporto dei passeggeri vi era la possibilità di trasporto di colli, infatti nel 1916 fu acquistato un camion a tale scopo. Nel 1920 la SAPAV divenne proprietà della FIAT. Nel 1927 si iniziò la costruzione dello storico deposito mezzi in Viale Mamiani a Pinerolo, per il ricovero di una parte dei 28 mezzi che possedeva a quella data. Negli anni Cinquanta le linee, oltre alla Val Chisone, Germanasca e Pellice, si spingevano anche su tutta la pianura pinerolese, la Val Susa e vi erano anche dei collegamenti internazionali come la linea Torino – Pinerolo – Saluzzo – Tenda – Nizza  o la Torino – Pinerolo – Briancon – Grenoble. Nel 1968 la SAPAV sostituì, vista la dismissione della tramvia Pinerolo – Perosa Argentina, il servizio tramviario con quello automobilistico.
Nel 1991 la Sapav venne acquista dalla Sadem di Torino, a sua volta posseduta dalla Savda di Aosta, ed insieme crearono l’Alpibus. Nel 2005 la Sadem, e quindi di conseguenza la SAPAV, fu ceduta al gruppo SAB controllato dall'inglese ARRIVA.
Dal 1º gennaio 2010 la Sadem incorpora la SAPAV facendo sparire uno storico marchio a un passo dal suo centenario.